# Communauté de communes Rhône Crussol
La communauté de communes Rhône Crussol, est une communauté de communes française, située dans le département de l'Ardèche en région Auvergne-Rhône-Alpes. Elle constitue en grande partie l'ouest de l'agglomération valentinoise.

## Historique
Rhône Crussol est issue de la fusion de trois communautés de communes :
- la communauté de communes Les Deux Chênes, créée en 1993 avec deux communes ;
- la communauté de communes du Pays de Crussol, créée en 2002 avec cinq communes ;
- la première communauté de communes Rhône Crussol, créée en 2005 avec cinq communes (Soyons adhère en 2009).

Ces deux dernières structures fusionnent en 2011, sous le nom de Rhône Crussol. Une deuxième fusion intervient en 2014 avec Les Deux Chênes.
Le schéma départemental de coopération intercommunale de 2015 prévoit le maintien de la communauté de communes en l'état. Ce projet est confirmé à la suite de son adoption en mars 2016.

## Territoire communautaire

### Géographie
Rhône Crussol est située à l'est du département de l'Ardèche, en rive droite du Rhône, à proximité de Valence. Elle jouxte les communautés d'agglomération Valence Romans Agglo (département de la Drôme) à l'est et Privas Centre Ardèche au sud (sur la frontière communale entre Saint-Georges-les-Bains et Beauchastel), ainsi que les communautés de communes du Pays de Vernoux au sud-ouest, du Pays de Lamastre à l'ouest et Hermitage-Tournonais au nord.
Le territoire communautaire est desservi par plusieurs routes départementales principales :
- la D 86, ancienne route nationale longeant le Rhône, en rive droite : les communes traversées du nord au sud sont Cornas, Saint-Péray, Guilherand-Granges, Soyons et Charmes-sur-Rhône ;
- la D 96, reliant la rive droite à la rive gauche du Rhône, en direction de l'autoroute A7, au sud de Valence ;
- la D 533, ancienne route nationale traversant Alboussière, Champis, Saint-Péray et Guilherand-Granges, et assurant le lien avec Valence via un pont franchissant le Rhône.

### Composition
La communauté de communes est composée des 13 communes suivantes :

| Nom                        | Code Insee | Gentilé                 | Superficie (km2) | Population (dernière pop. légale) | Densité (hab./km2) |
| -------------------------- | ---------- | ----------------------- | ---------------- | --------------------------------- | ------------------ |
| Guilherand-Granges (siège) | 07102      | Guilherandais-Grangeois | 6,55             | 11 277 (2022)                     | 1 722              |
| Alboussière                | 07007      | Alboussiérois           | 18,39            | 1 026 (2022)                      | 56                 |
| Boffres                    | 07035      | Boffrains               | 30,1             | 618 (2022)                        | 21                 |
| Champis                    | 07052      | Champinois              | 16,34            | 659 (2022)                        | 40                 |
| Charmes-sur-Rhône          | 07055      | Charmésiens             | 5,95             | 3 160 (2022)                      | 531                |
| Châteaubourg               | 07059      | Castelbourgeois         | 4,27             | 232 (2022)                        | 54                 |
| Cornas                     | 07070      | Cornassiens             | 8,33             | 2 397 (2022)                      | 288                |
| Saint-Georges-les-Bains    | 07240      | Saint-Georgeois         | 14,11            | 2 415 (2022)                      | 171                |
| Saint-Péray                | 07281      | Saint-Pérollais         | 24,05            | 7 591 (2022)                      | 316                |
| Saint-Romain-de-Lerps      | 07293      | Lerpsois                | 14,14            | 989 (2022)                        | 70                 |
| Saint-Sylvestre            | 07297      | Saint-Sylvestins        | 15,16            | 511 (2022)                        | 34                 |
| Soyons                     | 07316      | Soyonnais               | 7,9              | 2 298 (2022)                      | 291                |
| Toulaud                    | 07323      | Toulaudains             | 34,73            | 1 701 (2022)                      | 49                 |

À l'exception de Charmes-sur-Rhône et Saint-Georges-les-Bains relevant de l'arrondissement de Privas, toutes les autres communes sont rattachées à l'arrondissement de Tournon-sur-Rhône.

### Démographie
| 1968   | 1975   | 1982   | 1990   | 1999   | 2008   | 2013   | 2021   |
| ------ | ------ | ------ | ------ | ------ | ------ | ------ | ------ |
| 17 846 | 20 493 | 23 725 | 27 334 | 29 100 | 31 821 | 32 873 | 34 630 |

## Politique et administration

### Siège
Le siège de la communauté de communes est situé à Guilherand-Granges.

### Les élus
La communauté de communes est gérée par un conseil communautaire composé de 39 membres représentant chacune des communes membres et élus pour une durée de six ans.
Ils sont répartis comme suit :
| Nombre de délégués | Communes                                                                            |
| ------------------ | ----------------------------------------------------------------------------------- |
| 13                 | Guilherand-Granges                                                                  |
| 9                  | Saint-Péray                                                                         |
| 3                  | Charmes-sur-Rhône                                                                   |
| 2                  | Cornas, Saint-Georges-les-Bains, Soyons, Toulaud                                    |
| 1                  | Alboussière, Boffres, Champis, Châteaubourg, Saint-Romain-de-Lerps, Saint-Sylvestre |

À la suite des élections municipales de mars 2020, le conseil communautaire comptera 41 membres. Alboussière et Saint-Romain-de-Lerps gagnent un siège.

### Présidence
En 2014, le conseil communautaire a élu son président, Jacques Dubay (maire de Saint-Péray), et désigné ses onze vice-présidents qui sont :
| No | Identité           | Qualité                          | Délégation                                                                |
| -- | ------------------ | -------------------------------- | ------------------------------------------------------------------------- |
| 1  | Mathieu Darnaud    | Maire de Guilherand-Granges      | Délégation générale et projet de territoire                               |
| 2  | Thierry Avouac     | Maire de Charmes-sur-Rhône       | Transport, mobilité et sport                                              |
| 3  | Bernard Berger     | Maire de Saint-Georges-les-Bains | Finances et budgets                                                       |
| 4  | Hervé Coulmont     | Maire de Soyons                  | Politique du développement du tourisme nature                             |
| 5  | Michel Bret        | Maire de Saint-Romain-de-Lerps   | Voirie, urbanisme et habitat                                              |
| 6  | Gilbert Dejours    | Maire de Champis                 | Personnel, administration générale et développement numérique             |
| 7  | Philippe Ponton    | Maire d'Alboussière              | Développement économique, emploi, politique enfance et jeunesse           |
| 8  | Patrice Pommaret   | Adjoint au maire de Toulaud      | Communication institutionnelle et événementielle et politique du tourisme |
| 9  | Élios-Bernard Giné | Maire de Cornas                  | Culture et patrimoine                                                     |
| 10 | Raymond Edmont     | Maire de Boffres                 | Assainissement, rivières et milieux aquatiques                            |
| 11 | Laurent Courbis    | Maire de Châteaubourg            | Viticulture et agriculture                                                |

Ils forment ensemble l'exécutif de l'intercommunalité pour le mandat 2014-2020.

### Compétences
L'intercommunalité exerce des compétences qui lui sont déléguées par les communes membres.
Toute communauté de communes exerce les deux compétences obligatoires du développement économique. Pour Rhône Crussol, cette compétence concerne l'aménagement, l'entretien et la gestion des zones d'activités (industrielle, commerciale, tertiaire, artisanale, touristique) d'intérêt communautaire (Terres Longues à Saint-Péray, La Plaine à Soyons, La Chalaye à Alboussière et Le Serre Nord à Champis), des « actions favorisant le maintien et/ou la création d'activités dans les communes de moins de cinq mille habitants » et le soutien à la promotion touristique ou à l'office de tourisme.
L'autre compétence obligatoire concerne l'aménagement de l'espace communautaire, avec l'élaboration d'un schéma de cohérence territoriale, l'organisation des transports urbains (compétence déléguée à un syndicat), l'aménagement des bords du Rhône, la mise en valeur et la gestion des massifs de Crussol et de Soyons, du site du château de Boffres et du pic Saint-Romain-de-Lerps, la création et l'entretien des sentiers de randonnée.
Les autres compétences, optionnelles ou facultatives, sont les suivantes :
- protection et mise en valeur de l'environnement : élimination et valorisation des déchets ménagers, service public d'assainissement collectif et non collectif, entretien des rivières ;
- politique du logement et du cadre de vie : opération programmée d'amélioration de l'habitat, programme local de l'habitat et aire d'accueil des gens du voyage ;
- création et entretien de la voirie d'intérêt communautaire ;
- équipements culturels et sportifs d'intérêt communautaire ;
- action sociale d'intérêt communautaire ;
- service d'incendie et de secours.

### Régime fiscal et budget
La communauté de communes applique la fiscalité professionnelle unique.
Pour l'année 2015, les taux d'imposition étaient les suivants : taxe d'habitation 9,55 %, foncier bâti 0,474 %, foncier non bâti 8,57 %, cotisation foncière des entreprises 28,02 %.
Pour l'année 2015, le budget de fonctionnement s'élève à 21 860 000 € et d'investissement à 12 410 000 €.